# Nicole de Lamargé
Nicole de Lamargé (Nicole Salvaige de Lamargé), née en 1938, morte en 1969, est un mannequin français. Photographiée par les plus grands professionnels des années 1960, présente sur nombre de couvertures de magazines de l'époque, elle appartient à l'histoire de la mode des « sixties ».

## Carrière
Nicole de Lamargé commence sa carrière en 1958, par une rencontre avec la photographe Catherine Harlé qui vient de créer une agence de mannequins. Le physique de la jeune femme, remarqué par les photographes de mode, lance indiscutablement l'entreprise.
« Le véritable départ se fit quand, par bonheur, j'ai rencontré une jeune Française douée de toutes les qualités et de quelques défauts qui nous sont propres : Nicole de Lamargé » raconte Catherine Harlé dont l'agence réunira ensuite, aux côtés de Nicole, les modèles emblématiques de ces années : Nico, Anita Pallenberg, Amanda Lear, Anna Karina, Marianne Faithfull, Dani, Zouzou et bien d'autres.
Le premier commanditaire de photos de Nicole de Lamargé, à cette date, est le magazine Elle dont le directeur artistique est le photographe Peter Knapp. Selon certains journalistes, Nicole de Lamargé est « le premier top créé par le journal dans les années 60 ».
Une couverture de ce magazine, publiée en 1966, rend son visage définitivement célèbre : photographiée par Peter Knapp, Nicole y porte un petit chemisier en crépon rose conçu par Cacharel à l'automne 1963. À la suite de cette couverture et en quelques mois, le vêtement devient un basique de la garde-robe féminine : il s'en vend dix mille pièces, lançant de ce fait l'entreprise Cacharel.
Mannequin préféré de Guy Bourdin et de David Bailey, Nicole de Lamargé travaille avec les plus grands photographes de l'époque. Outre Elle, on la voit dans les éditions internationales de Vogue et la plupart des magazines féminins, y compris aux États-Unis, notamment l'influent Mademoiselle aujourd'hui disparu. Elle est également demandée pour des publicités en rapport avec le vêtement ou le tissu.

## Spécificité
Mannequin de studio, son succès auprès des photographes tient à sa capacité de transformation et de dialogue avec l'objectif. Catherine Rousseau, rédactrice en chef « mode » du magazine Elle, note son « extraordinaire faculté de métamorphose ».
Cette aptitude s'illustre lors d'un reportage mode resté célèbre, sur le thème des stars de cinéma. Photographiée par Peter Knapp et habillée par la styliste Peggy Roche, épouse du comédien Claude Brasseur, Nicole de Lamargé y campe successivement Louise Brooks, Marlène Dietrich, Greta Garbo, Carole Lombard, Rita Hayworth et Marilyn Monroe. Contrairement aux autres mannequins, elle ne laisse à personne d'autre qu'elle-même le soin de son maquillage.

## Décès
En avril 1969, lors d'un voyage au Maroc avec son mari Jean-Pierre de Lucovich, journaliste à Paris Match, elle meurt dans un accident de voiture. Son image passe encore parfois en vente publique, sur tirages argentiques de grands photographes l'ayant connue.